# UFO: Enemy Unknown
UFO: Enemy Unknown (pubblicato con il titolo X-COM: UFO Defense negli USA) è un videogioco strategico a turni, sviluppato da Mythos Games e pubblicato da Microprose Software negli USA nel 1993 ed in Europa e nel resto del mondo nel 1994.
Ideato originariamente da Julian Gollop come seguito del suo precedente Laser Squad, è stato il primo gioco della serie X-COM.
I diritti d'autore erano detenuti dal distributore.

## Trama
La storia del gioco comincia nel 1994, ove a seguito dell'aumento di avvistamento di UFO, si diffondono testimonianze di rapimenti e terrorismo da parte degli alieni sconosciuti. Le nazioni del mondo arrivano a percepire tutto ciò come una minaccia e tentano di formare dei propri corpi speciali per affrontarla, come la Kiryu-Kai del Giappone; questi corpi speciali falliscono miserabilmente, addirittura la Kiryu-Kai non riesce ad intercettare nemmeno un UFO durante i 5 mesi delle sue operazioni. L'11 dicembre 1998 alcuni rappresentanti delle nazioni più potenti del mondo si riuniscono a Ginevra, in Svizzera, per discutere la questione. Da questa riunione nasce l'Unità di Combattimento Extraterrestre — X-COM, controllata dal giocatore nel corso del gioco.
Il 1º gennaio 1999, la prima base dell'X-COM diventa operativa, dando inizio a ciò che più tardi diverrà nota come la Prima Guerra Aliena - un periodo che durerà tre anni. Centinaia di UFO vennero intercettati, ma le forze mandate a bonificare i siti degli schianti subirono perdite pesanti. Le città principali furono attaccate dalle forze aliene, e ad un certo punto le forze aliene cominciarono addirittura a stabilire delle basi sulla Terra stessa. Tuttavia, nei siti degli schianti, vennero scoperte conoscenze e tecnologie di valore. Alieni di diverse specie distinte furono catturati e interrogati; la tecnolologia fu riadattata per l'uso da parte delle forze X-COM.
Negli ultimi anni, ci fu la svolta maggiore — un interrogatorio rivelò che le forze aliene avevano la propria base a Cydonia, sul pianeta Marte. Una forza d'attacco pesantemente armata e corazzata fu mandata su Marte su un velivolo Avenger della X-COM (basato su tecnologia aliena) e riuscì a distruggere la creatura-cervello aliena che era apparentemente responsabile della direzione dell'intera operazione. Ma, un attimo prima che la base di Cydonia venisse distrutta, una misteriosa trasmissione proveniente dalle macerie della base fu diretta verso la Terra, nelle profondità dell'oceano.

## Modalità di gioco
Il gioco comincia il 1º gennaio 1999, con il giocatore che sceglie la posizione per la sua prima base nella schermata del Geoscape. La schermata del Geoscape è una rappresentazione del mondo, che mostra le basi e i velivoli della X-COM, gli UFO, le basi aliene i siti dell'attività aliena (attacchi terroristici alieni). Da qui il giocatore può scegliere di lanciare un velivolo X-COM per pattugliare una destinazione designata, intercettare gli UFO, o atterrare vicino ad un UFO precipitato o atterrato, un attacco terroristico alieno, una base aliena, o (quando la ricerca lo permette) la base principale degli alieni.
Cliccando su una base nella schermata principale, si viene portati nella schermata della base. Da qui, il giocatore può acquistare armi e altro equipaggiamento; reclutare soldati, scienziati o ingegneri; costruire espansioni alla base; costruire nuove basi (se ne possono completare in tutto fino a otto); organizzare la ricerca e la produzione.
I fondi per quanto sopra sono forniti dalle dieci nazioni fondatrici della X-COM. Alla fine di ogni mese, viene fornito un rapporto dei finanziamenti, dove le nazioni possono scegliere di aumentare o diminuire il loro livello di finanziamento basato sul progresso da loro percepito del progetto X-COM. In alternativa, una nazione può firmare un patto con gli alieni: in questo caso, quella nazione cesserà di finanziare il progetto X-COM.
Quando un velivolo viene inviato ad atterrare vicino ad UFO precipitato o atterrato, o dove è in corso un attacco terroristico alieno, il gioco passa ad una fase tattica chiamata Battlescape. Qui il giocatore comanda i suoi soldati contro le forze aliene in una sequenza di combattimento a turni in visuale isometrica. In questa fase è possibile uno dei seguenti tre risultati: le forze X-COM vengono eliminate; le forze aliene vengono eliminate; il giocatore decide di ritirarsi dalla battaglia. Queste battaglie portano al recupero di artefatti alieni che possono essere studiati e possibilmente riprodotti nelle basi X-COM, e possono portare anche al recupero di alieni vivi che possono essere assegnati ad un progetto di ricerca per produrre informazioni, possibilmente consentendo lo sviluppo di nuove tecnologie.
Il gioco può finire in diversi modi. Se le prestazioni del giocatore (come giudicato dalle nazioni fondatrici) risultano insoddisfacenti per due mesi consecutivi, o il giocatore si trova in deficit per due mesi consecutivi, o tutte le basi X-COM vengono conquistate, il gioco termina con una sconfitta. Anche se il giocatore lancia un assalto contro la base principale degli alieni e perde, il gioco termina con una sconfitta. Se invece il giocatore è vittorioso nell'assalto finale, il gioco termina con la vittoria.

## Dettagli tecnici
La versione MS-DOS di Enemy Unknown fa uso di grafica VGA, musica sintetizzata ed effetti sonori digitali. Supporta le schede audio Sound Blaster, AdLib e Roland LAPC-I/CM-32L. Le versioni per OCS/ECS, AGA Amiga e PlayStation si distinguono per musica di qualità superiore, e l'ultima è compatibile col mouse PlayStation. Richiede un'intera memory card per le partite salvate del Battlescape. Lo stesso per X-COM: Terror from the Deep.

Furono pubblicate due patch ufficiali per il gioco, la 1.2 (già preinstallata sulla versione USA XCOM: Ufo Defence) che apportava alcune migliorie tecniche ed introduceva il supporto al PC speaker, e la 1.4. Quest'ultima rimpiazza diversi effetti sonori e aggiunge il supporto per altre schede audio: Sound Blaster Pro, Sound Blaster 16, Gravis Ultrasound, e Media Vision Pro Audio Spectrum. La patch aggiunge anche il supporto musicale General MIDI e Ultrasound. Un 80486 con 4MB di RAM e una scheda sonora erano raccomandati per giocare.
Sono inoltre disponibile alcuni software di editing non ufficiali per il gioco che permettono agli utenti di cambiare la qualità delle armi e degli equipaggiamenti, e di cambiare le mappe standard e la struttura degli UFO che erano forniti con il gioco. Tali editor e patch estendono di molto la rigiocabilità.

## Accoglienza
Anche se le premesse di questo gioco erano semplici, la critica è d'accordo sul fatto che è stato sviluppato eccezionalmente bene. Il gioco divenne popolare tra gli appassionati dei videogiochi di strategia e videogiochi di guerra, per ragioni legate all'eccellente interfaccia delle missioni tattiche a squadre, la combinazione di elementi tattici e strategici e la possibilità di scoprire e creare nuove armi ed oggetti. Un'altra ragione del successo del gioco è il forte senso dell'atmosfera che il gioco evocava.
È stato votato come il gioco per PC n°1 di tutti i tempi dal sito web IGN, nel 2007.

## Giochi e progetti correlati
- Nel 2003 viene pubblicato un clone open source, freeware e multipiattaforma UFO: Alien Invasion, che aggiunge diverse novità ma sostanzialmente mantenendo lo stesso schema di gioco.
- Nel 2005 venne realizzato un gioco simile con una trama non correlata a X-COM, distribuito per Nintendo Game Boy Advance con il titolo Rebelstar: Tactical Command[8] e sviluppato dai fratelli Gollop.
- Nel 2010 viene realizzato un porting chiamato OpenXcom, che consente di far girare il gioco su sistemi operativi moderni come Microsoft Windows, macOS, Android ma anche distribuzioni GNU/Linux.
- Nel 2012 un remake/reboot del primo episodio, realizzato da Firaxis (casa fondata da Sid Meier con ex membri di Microprose), è stato pubblicato da 2K Games chiamato XCOM: Enemy Unknown